# Théoule-sur-Mer
Théoule-sur-Mer település Franciaországban, Alpes-Maritimes megyében. Lakosainak száma 1418 fő (2022. január 1.). Théoule-sur-Mer Mandelieu-la-Napoule és Saint-Raphaël községekkel határos.

## Népesség
A település népessége az elmúlt években az alábbi módon változott:
| Lakosok száma | 733  | 1010 | 1216 | 1499 | 1514 | 1533 | 1413 | 1362 | 1361 | 1418 |
|               | 1968 | 1982 | 1990 | 2006 | 2013 | 2015 | 2017 | 2019 | 2020 | 2022 |